# Gran Ira
La Gran Ira (en finlandès isoviha, en suec stora ofreden) és un terme emprat en la Història de Finlàndia per anomenar la invasió i ocupació russa de Finlàndia, en aquells moments part del Regne de Suècia, des de 1714 fins al Tractat de Nystad el 1721, quan finalitzà la Gran Guerra del Nord, també en algunes ocasions s'utilitza per fer referència a la Gran Guerra del Nord.

## Rerefons
La defensa de Finlàndia després de la batalla de Poltava, el 1709, depengué en gran part dels recursos propis que fou capaç de mobilitzar. Rússia capturà Viborg (rus: Выборг (Vyborg), finès: Viipuri) el 1710 i el 1712 inicià la primera campanya per ocupar Finlàndia que acaba en fracàs. El 1713 els russos llençaren una campanya més ben organitzada que els permeté ocupar Helsinki i fer retrocedir els suecs de la costa. L'exèrcit suec a Finlàndia fou decisivament derrotat en la batalla de Storkyro el febrer de 1714. Els esforços suecs per frenar l'avenç rus bloquejant la ruta de la costa a Hangö acabaren en fracàs, a final de juliol, a la batalla de Gangut. La presència d'una flota russa de galeres al Golf de Bothnia forçà a la flota i l'exèrcit suec a retirar-se de gran part de Finlàndia a finals de 1714. Fins i tot, diverses zones de la riba sueca del Golf de Bothnia van ser arrasades pels russos. La ciutat d'Umeå fou cremada fins als fonaments pels russos el 18 de setembre de 1714, i després de ser reconstruïda va ser arrasada de nou el 1719, 1720, i 1721.

## L'ocupació russa de Finlàndia
Després de la victòria, Mikhaïl Golitsin va ser nomenat governador de Finlàndia. Els finesos començaren una guerra de guerrilles contra els russos. Com a represàlia, els camperols finesos foren forçats a pagar elevades contribucions de guerra als russos (com era costum en aquella època). El saqueig va ser una pràctica russa habitual, especialment a Ostrobòtnia i a les comunitats properes a les principals vies de comunicació. Les esglésies van ser espoliades, Isokyrö fou cremada fins als fonaments. Una franja de terra de centenars de quilòmetres d'ample fou cremada pels russos per evitar contraofensives sueques. Almenys 5.000 finlandesos foren morts i uns 10,000 deportats com a esclaus, dels quals només tornaren uns centenars; d'acord amb recents recerques la quantitat de morts és molt més elevada. Centenars, especialment oficials, també buscaren l'empara al territori suec. Els camperols pobres es refugiaren als boscos per evitar els estralls de la guerra i la lleva forçosa. Les atrocitats arribaren al seu punt culminant en el període 1714–17 quan el comte suec Gustaf Otto Douglas, que s'havia canviat de bàndol durant la guerra, estigué al capdavant de l'ocupació.
Als estralls de l'ocupació russa, s'hi sumà la pesta que assolà Finlàndia, i d'altres països bàltics. A Hèlsinki, moriren 1.185 persones: aproximadament dos terços de la població. La pesta havia colpejat Finlàndia anteriorment a l'ocupació russa, debilitant la posició de Suècia.

## Conseqüències
Finlàndia tardà dècades a recuperar la seva població i potència econòmica després de la pau definitiva el 1721. Recuperació que s'allargà a causa de la Ira Menor.